# 郭有嚴
郭有嚴，生卒年不詳，越南靑蘭福溪人。越南後黎朝時期的官員，官至御史臺都御史。

## 生平

### 洪德年間
光順七年（1466年），郭有嚴考取了丙戊科二甲進士。洪德十五年（1484年）六月十六日，當時的他以御史臺副都御史身份，上書討論有關國子監三舎生的提拔罷黜。他參考了北宋王安石的太學三舍法，建議朝廷每年對監生考試三場，中三場為上舎生，中二場為中舎生，中一場為下舎生。每舎一百名，每季給錢若干。他的建議後來受到黎聖宗的採納。
洪德二十一年（1490年）夏四月十九日，黎聖宗命令當年的殿試，兵部尚書定功伯鄭公旦、刑部尚書黎能讓負責提調，東閣大學士申仁忠、吏部尚書阮伯驥負責讀卷，而郭有嚴則負責監試。郭有嚴升任御史臺都御史後，他接連在洪德二十四年（1493年）四月、洪德二十七年（496年）三月負責在殿試中提調。

### 景统年間
黎憲宗繼位後，郭有嚴在朝廷中保持活躍。景統元年（1498年）秋七月，他上書建議朝廷獎賞擒獲奸人強盜有功的力勇、武士、典吏、軍色諸人，有科舉出身的放吏部擢用，沒有科舉出身的則授予散職，但意見沒有被黎憲宗採納。
景統二年（1499年）七月，他再次上書指出先年討伐山夷、占城、琉球、老撾的有功將士沒有全部被賞賜擢用，因而他建議把他們調到效力四衞之中；他又再次提出獎賞擒獲奸人強盜有功的人，並提議加大對累犯的刑罰，這一次三個建議都被黎憲宗採納了。同年十月，郭有嚴上書稱御使台察吏不敷，請求增加御使的數量，意見得到採納。景統三年（1500年）春正月，郭有嚴被改為太常寺卿。

### 出使大明
景統三年（1500年），黎憲宗派遣東閣學士劉興孝、翰林院侍書兼秀林局司訓杜網、通事司丞裴端敎前往大明謝册封，並求大明賜予冠服，最後明孝宗頒賜了皮弁冠服一副、常服一襲、金犀帶一條。景統五年（1502年）十二月十八日，黎憲宗派遣郭有嚴作為謝恩使，北上大明前往謝恩，使團隨後在隔年十月抵達北京。當時，孝康敬皇后張氏見安南國使團抵達，便差官收取了安南貢品的凾箱，領入內殿，打算討取異香。然而，箱中正好有郭正嚴奉命偷買的龍袞禁物，他恐怕明朝察覺而詰責，便主動上書請求拿出異香上進，又進榜文說：
|  | “匹夫懷璧，麟經貽黷貨之譏，胡覃藏珠，馬史示輕生之戒。故叩闔呈琅者，嘉忠純之可尚，而進拜獻曝者，雖微小而可稱，歴歷薰蕕，昭昭龜鑑。照得本部使等，率自下方之遠，來觀上國之光，萬里梯航，跋渉寧辭於海島，九霄日月，膽依快覩於天顔，趨淸明文物於虞朝，覩禮樂衣冠之周制，尊親在念，報答無階，凡其身貨財，豈宜糊心愛惜。某有奇南異香一合，呈付差官，揀裁進入。” |

明孝宗收到奏文後十分欣賞，稱郭有嚴像三代時候的人才，隨後令太監陳寛把文章轉給閣老李東陽等看，並說「奏云是他一片忠誠，宜加優賞，以示激勸」。明孝宗問左右官員後，得知郭有嚴在國內曾任都御史，便在宴會後宣佈要賜郭有嚴「大紅獬豸織金胷背柠絲等物」。郭有嚴知道後大喜，又上表稱謝說：
|  | “臣窃惟天地發育萬物，雖萌芽根茨，猶感生生化化之仁，帝王撫綏兆邦，雖絶徼氓，猶仰蕩蕩平平之道。今臣忝因夏貢，近望堯雲，仰天日於長安，膽依正切，厕衣冠於王會，欣幸良多。豈圖微遠之餘，疊荷寵光之賜，章身有耀，品釆孔揚，命服匪頒，豸文生色。顧惟草木孤根之陋，尤感乾坤大造之恩，臣不勝仰戴銘佩之至。敬祝皇帝萬萬歳，壽與天齊年，率土臣民，均樂雍熙之治，庶邦大小永孚漸被之休，是臣之所深願望也。” |

景統六年（1503年，明弘治十六年）十月，郭有嚴準備返程回國，他向皇帝拜謁辭別後，明孝宗派遣錦衣衛都指揮使楊琮宣旨說「賜郭有嚴大紅骨朶雲織金獬客紵四疋，熟絲三疋，幷兵部尙書曾鎰等奉抄送聖旨（應屬誤記，當時大明兵部尚書是劉大夏，文中處的可能是指弘治六年的進士曾鎰），另給郭有嚴馬船一艘，欽此」。郭有嚴作詩一首謝恩，詩曰「曾因國事貢珍封，藻宴叨陪玉陛中，豸彩已章三品服，鶬舟再駕入荒風，詩辭笑乏寛如海，酒力那堪飮似虹，福壽擬同周雅祝，升恒日月照臨公」。景統七年（1504年）秋七月，郭有嚴從明朝歸還越南。

## 著作
《大南文集》